# Ctenostylum rufum
Ctenostylum rufum är en tvåvingeart som beskrevs av Macquart 1851. Ctenostylum rufum ingår i släktet Ctenostylum och familjen Ctenostylidae. Inga underarter finns listade i Catalogue of Life.